# Palazzo della Panetteria

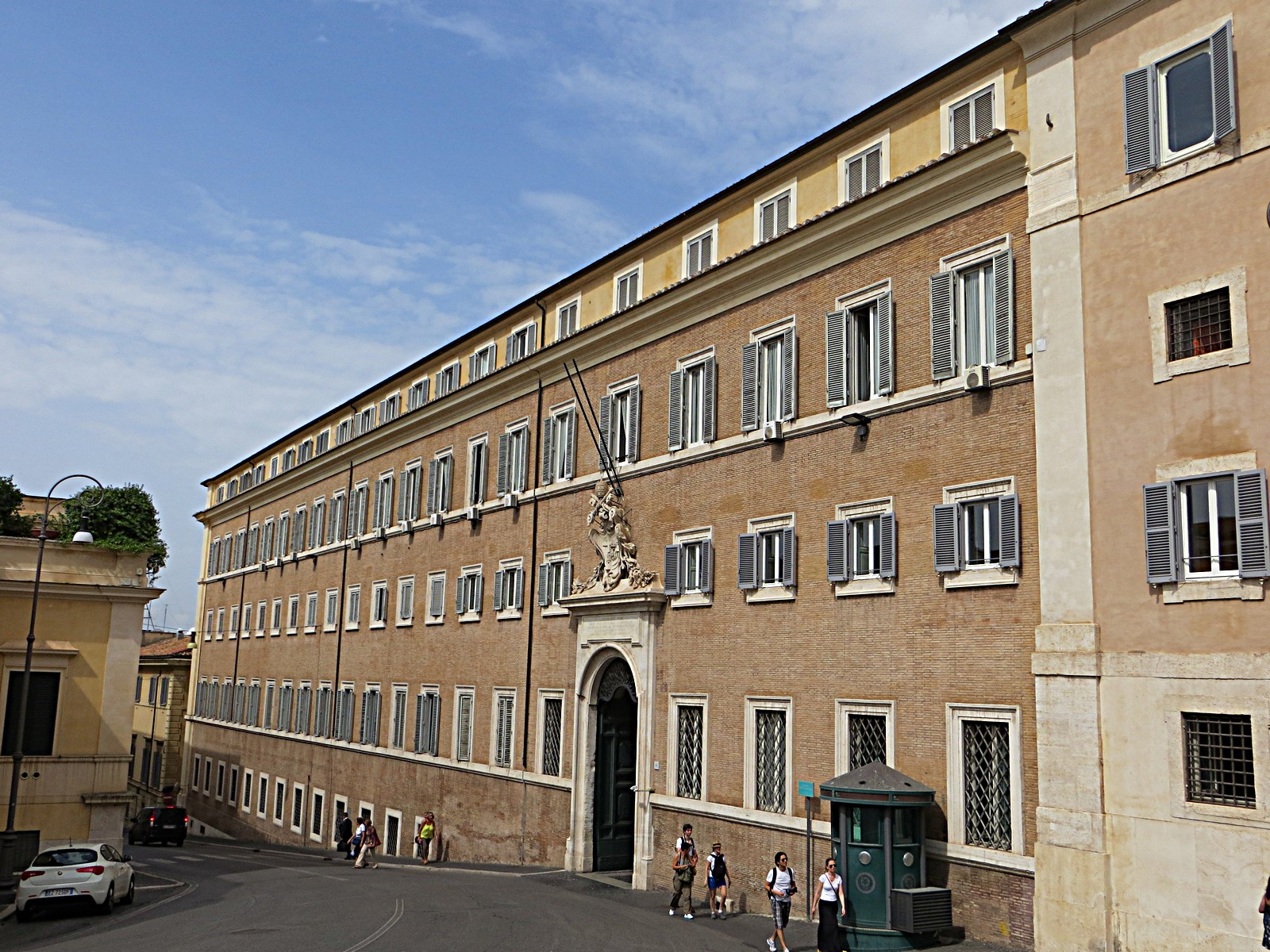
Vue du palais.

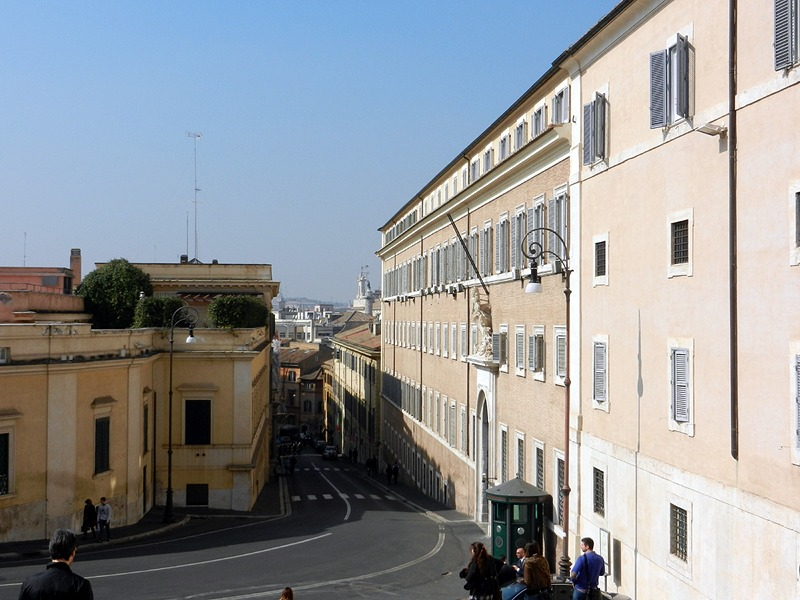
Vue du palais au premier plan, à droite, face à la Via della Dataria. À l'arrière-plan, également à droite, le Palazzo della Dataria. De l'autre côté de la rue, le Palazzo San Felice.

Le Palazzo della Panetteria (en français, Palais de la Boulangerie), dont le nom officiel était Palazzo della Famiglia Pontificia, est un palais situé Via della Dataria dans le rione Trevi à Rome, entre le Palazzo della Dataria et le Palais du Quirinal. 

## Histoire
Ce palais porte ce nom car la Panetteria Apostolica (« boulangerie apostolique ») se trouvait à proximité. Le bâtiment, annexe du palais du Quirinal auquel on accède par la tour d'Urbain VIII (ou Tour de la garde suisse), a été construit par Paolo Posi (it) entre 1764 et 1766 sur ordre du pape Clément XIII pour loger la famille pontificale. Cette « famille » n'est pas vraiment membre de la famille du pape, mais plutôt des serviteurs et assistants qui travaillaient pour le pape, qui vivait lui dans le palais du Quirinal. 
Au XVIIIe siècle, le pape Clément XIII a ordonné la reconstruction complète du bâtiment, rappelle l'inscription placée au-dessus du beau portail. 
Le palais fait encore aujourd'hui office d'annexe du palais du Quirinal, qui est la résidence officielle du président Italien.

## Description
Le palais présente une longue façade sur trois étages avec des fenêtres en marbre.  Au rez-de-chaussée, à gauche, se trouve le portail qui, en raison de la dénivelée de la rue, donne directement accès à l'étage noble. La partie au-dessus des combles est un ajout du XIXe siècle (1814). 
Son intérieur a été modifié à la fin du  XIXe siècle  lorsque de nouvelles installations, notamment un garage pour voitures, ont été construites dans la cour  .